# أولافين جيرفي
أولافين جيرفي هي بحيرة متوسطة الحجم تقع في منطقة مستجمعات المياه الرئيسي بيرهون جوكي. وهي تقع في منطقة بوهيانما الوسطى في فنلندا.